# Lake McCallum
Der Lake McCallum ist ein See an der Ingrid-Christensen-Küste des ostantarktischen Prinzessin-Elisabeth-Lands. In den Vestfoldbergen liegt er auf der Mule-Halbinsel.
Geologen und Biologen untersuchten ihn zwischen Januar und Februar 1972 im Rahmen der Australian National Antarctic Research Expeditions. Das Antarctic Names Committee of Australia benannte ihn nach R. Alan T. McCallum, Wetterbeobachter auf der Davis-Station im Jahr 1969.